# Eosentomon subnudum
Eosentomon subnudum är en urinsektsart som beskrevs av Sören Ludvig Paul Tuxen 1978. Eosentomon subnudum ingår i släktet Eosentomon och familjen trakétrevfotingar. Inga underarter finns listade i Catalogue of Life.